# 美景屋

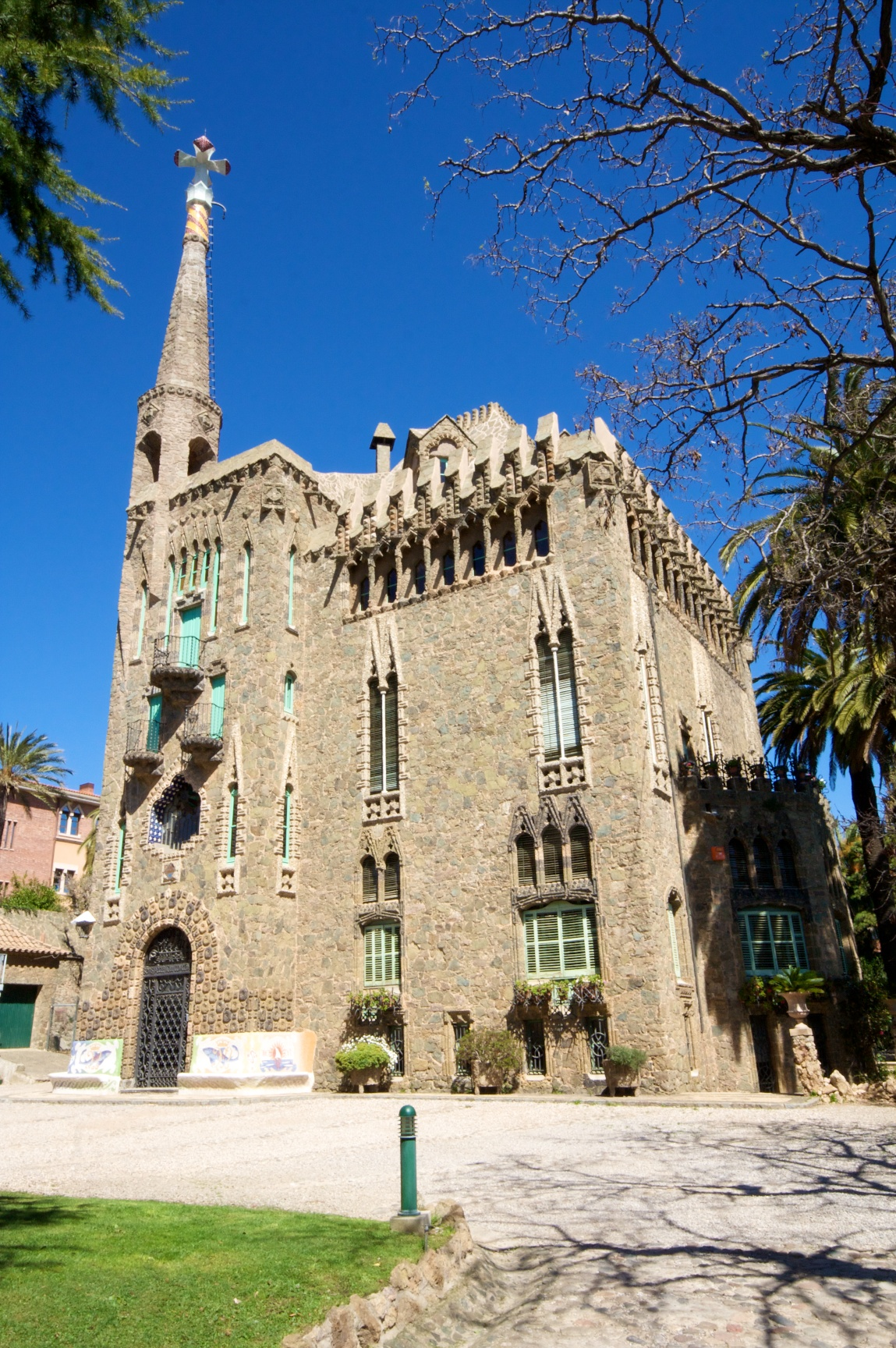
美景屋

美景屋 （Bellesguard）是位於西班牙巴塞羅那的一座現代主義建築，由加泰羅尼亞人建築師安東尼·高第設計，修建於1900年至1909年之間。高第自中世紀城堡得到了這座建築的設計靈感。美景屋高19.5米，建築面積900平方米。